# Ion Drîmbă
Ionel Alexandru „Ion” Drîmbă (ur. 18 marca 1942 w Timișoarze, zm. 20 lutego 2006 w Brazylii) – rumuński florecista, złoty medalista olimpijski i dwukrotny medalista mistrzostw świata.
Na igrzyskach olimpijskich w Rzymie w 1960 roku odpadł w drugiej rundzie turnieju indywidualnego. Na rozgrywanych cztery lata później igrzyskach olimpijskich w Tokio był szósty drużynowo i dziewiąty indywidualnie. Startował tam także w szabli, zajmując siódme miejsce drużynowo, a indywidualnie odpadł w ćwierćfinałach. Brał też udział w igrzyskach olimpijskich w Meksyku w 1968 roku, gdzie wywalczył indywidualnie złoty medal. W rundzie finałowej wygrał cztery z pięciu walk i wyprzedził Węgra Jenő Kamutiego i Francuza Daniela Revenu. W zawodach drużynowych był czwarty. Został także zgłoszony do startu w szpadzie indywidualnej i drużynowej, jednak ostatecznie nie wystartował.
Podczas mistrzostw świata w Montrealu w 1967 roku razem z Mihaiem Țiu, Tănase Mureșanu, Iuliu Falbem i Ștefanem Ardeleanu zdobył złoty medal w zawodach drużynowych. W tej samej konkurencji na mistrzostwach świata w Hawanie dwa lata później zdobył brązowy medal.
Po MŚ 1969 uciekł z komunistycznej Rumunii do RFN, gdzie pracował jako trener. Następnie pracował Stanach Zjednoczonych, Wenezueli oraz Brazylii, gdzie zmarł. Odznaczony Orderem Zasługi Sportowej I Klasy oraz Orderem Zasługi (2000).
Jego żoną była Ileana Gyulai-Drîmbă, także medalistka olimpijska.